# Cynoscion acoupa
Pour les articles homonymes, voir Cynoscion et Courbine.
Espèce
Synonymes
- Cestrus acoupa (Lacépède, 1801)[1]
- Cheilodipterus acoupa Lacépède, 1801[1]
- Cynoscion maracaiboensis Schultz, 1949[2]
- Lutjanus cayanensis Lacépède, 1802[1]
- Lutjanus cayennensis Lacépède, 1802[1]
- Otolithus rhomboidalis Cuvier, 1829[2]
- Otolithus toeroe Cuvier, 1830[2]

Statut de conservation UICN

 LC  : Préoccupation mineure
Cynoscion acoupa, communément appelé en français Acoupa Toeroe, Akoupa ou Courbine, est un poisson de mer de la famille des Sciaenidae.

## Répartition
Cynoscion acoupa se rencontre dans les eaux occidentales de l'océan Atlantique, du Panama à l'Argentine. Cette espèce vit jusqu'à 22 m de profondeur.

## Description
La taille maximale connue pour Cynoscion acoupa est de 110 cm et un poids maximal de 17,0 kg et sa taille habituelle est d'environ 45 cm.

## Publication originale
- (fr) Lacepède, 1801 : Histoire naturelle des poissons. vol. 3, p. 1-558 (texte intégral)[5].